# Triumph TR250
La TR250 (sigla di Triumph Roadster 250) è stata un'autovettura prodotta dalla Triumph dal 1968 al 1969 in 8 480 esemplari. Tutte le vetture prodotte furono esportate negli Stati Uniti.

## Caratteristiche

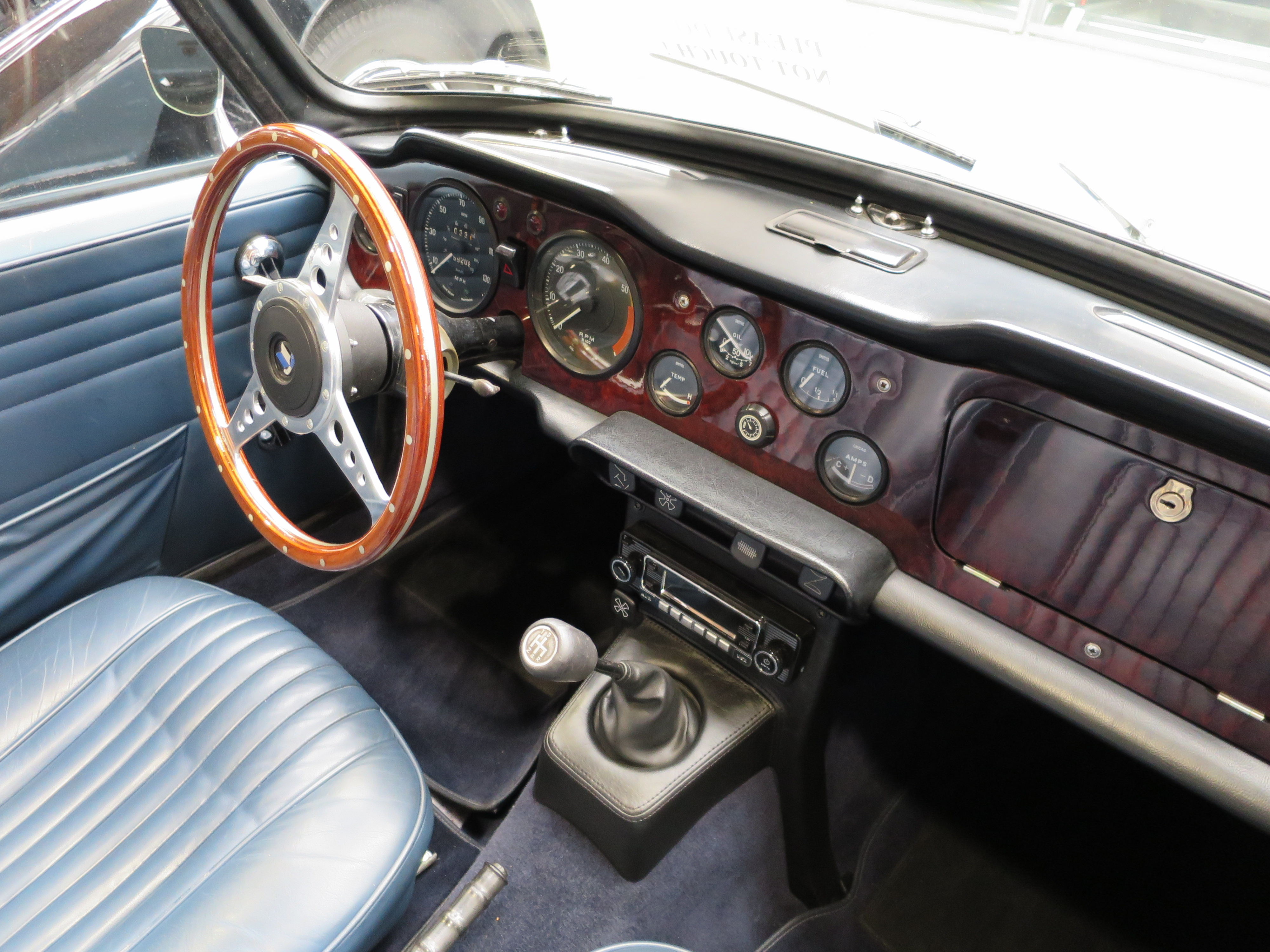
Gli interni

La TR250 era meccanicamente simile alla TR5. La differenza più importante risiedeva nell'impianto di alimentazione. Sulla TR5 esso era infatti formato da un sistema ad iniezione, mentre sulla TR250 erano installati carburatori doppio corpo Zenith-Stromberg.
Sulla TR250 era montato un motore anteriore a sei cilindri in linea da 2.498 cm³ di cilindrata che erogava 111 CV di potenza a 4.500 giri al minuto (quindi 39 CV in meno di quello della TR5). La differenza era causata dalla presenza, negli Stati Uniti, di più stringenti leggi sull'emissione di sostanze inquinanti. L'alesaggio era di 74,7 mm, mentre la corsa misurava 95 mm. Il rapporto di compressione era invece di 8,5:1.
Nel 1968 la TR250 era in vendita a 3.395 dollari. Gli optional comprendevano le ruote a raggi (in vendita a 118 dollari), l'overdrive (175 dollari) e l'aria condizionata (395 dollari).
Come la TR5, anche la TR250 era dotata di "Surrey Top", cioè una particolare capote ripiegabile in vinile che fu l'antesignana delle vetture Targa. Il sistema citato consisteva in un hardtop rigido posteriore, associato ad una parte superiore rimovibile.
Altre caratteristiche furono:
- Diametro di sterzata: 10,1 m;
- Capacità:

serbatoio del carburante: 61 L
coppa dell'olio: 5,4 L
- Trazione: posteriore;
- Accelerazione[3]:

da 0 a 60 mph (da 0 a 97 km/h): 10,6 secondi;
da 0 a 100 mph (da 0 a 160 km/h): 39 secondi.
Appartenente alla categoria delle vetture sport, la TR250 è stata offerta con un solo tipo di carrozzeria, roadster due porte.